# Anno IX del calendario rivoluzionario francese
L' anno IX del calendario rivoluzionario francese, corrisponde agli anni 1800 e 1801 del calendario gregoriano. Questo anno è iniziato il 23 settembre 1800 ed è terminato il 22 settembre 1801.

## Concordanze
| 1 vendemmiaio  | 23 settembre |
| 8 vendemmiaio  | 30 settembre |
| 9 vendemmiaio  | 1º ottobre   |
| 30 vendemmiaio | 22 ottobre   |
| 1 brumaio      | 23 ottobre   |
| 9 brumaio      | 31 ottobre   |
| 10 brumaio     | 1º novembre  |
| 30 brumaio     | 21 novembre  |
| 1 frimaio      | 22 novembre  |
| 9 frimaio      | 30 novembre  |
| 10 frimaio     | 1º dicembre  |
| 30 frimaio     | 21 dicembre  |
| 1 nevoso       | 22 dicembre  |
| 10 nevoso      | 31 dicembre  |

| 11 nevoso    | 1º gennaio  |
| 30 nevoso    | 20 gennaio  |
| 1 piovoso    | 21 gennaio  |
| 11 piovoso   | 31 gennaio  |
| 12 piovoso   | 1º febbraio |
| 30 piovoso   | 19 febbraio |
| 1 ventoso    | 20 febbraio |
| 9 ventoso    | 28 febbraio |
| 10 ventoso   | 1º marzo    |
| 30 ventoso   | 21 marzo    |
| 1 germinale  | 22 marzo    |
| 10 germinale | 31 marzo    |
| 11 germinale | 1º aprile   |
| 30 germinale | 20 aprile   |

| 1 fiorile    | 21 aprile |
| 10 fiorile   | 30 aprile |
| 11 fiorile   | 1º maggio |
| 30 fiorile   | 20 maggio |
| 1 Prairial   | 21 maggio |
| 11 Prairial  | 31 maggio |
| 12 Prairial  | 1º giugno |
| 30 pratile   | 19 giugno |
| 1 messidoro  | 20 giugno |
| 11 messidoro | 30 giugno |
| 12 messidoro | 1º luglio |
| 30 messidoro | 19 luglio |
| 1 termidoro  | 20 luglio |
| 12 termidoro | 31 luglio |

| 13 termidoro  | 1º agosto    |
| 30 termidoro  | 18 agosto    |
| 1 fruttidoro  | 19 agosto    |
| 13 fruttidoro | 31 agosto    |
| 14 fruttidoro | 1º settembre |
| 30 fruttidoro | 17 settembre |

| della virtù      | 18 settembre |
| del genio        | 19 settembre |
| del lavoro       | 20 settembre |
| dell'opinione    | 21 settembre |
| delle ricompense | 22 settembre |

## Avvenimenti
- 12 frimaio (3 dicembre 1800): Battaglia di Hohenlinden : l'esercito francese infligge una sconfitta alle truppe austriache.
- 3 nevoso (24 dicembre 1800) : Attentato mancato con la « macchina infernale » contro il Primo Console Napoleone Bonaparte a Parigi
- 20 piovoso (9 febbraio 1801): Trattato di Lunéville tra la Francia e l'Austria riguardo all'Italia.
- ventoso /germinale (marzo 1801): fine della Campagna d'Egitto, i francesi si ritirano a seguito dello sbarco degli anglo-turchi .
- 7 germinale (28 marzo 1801): Creazione del franco germinale.
- 26 messidoro (15 luglio 1801): Concordato tra la Francia e Papa Pio VII.
- Gli austriaci occupano la regione di Nizza.